# Pseuderanthemum cuspidatum
Pseuderanthemum cuspidatum es una especie de planta floral del género Pseuderanthemum, familia Acanthaceae.
Especie nativa de Colombia, Costa Rica, El Salvador, Guatemala, Honduras, México, Nicaragua, Panamá, Perú y Venezuela. En Colombia se encuentra a altitudes de 500-790 metros.